# Академия изящных искусств Сараева

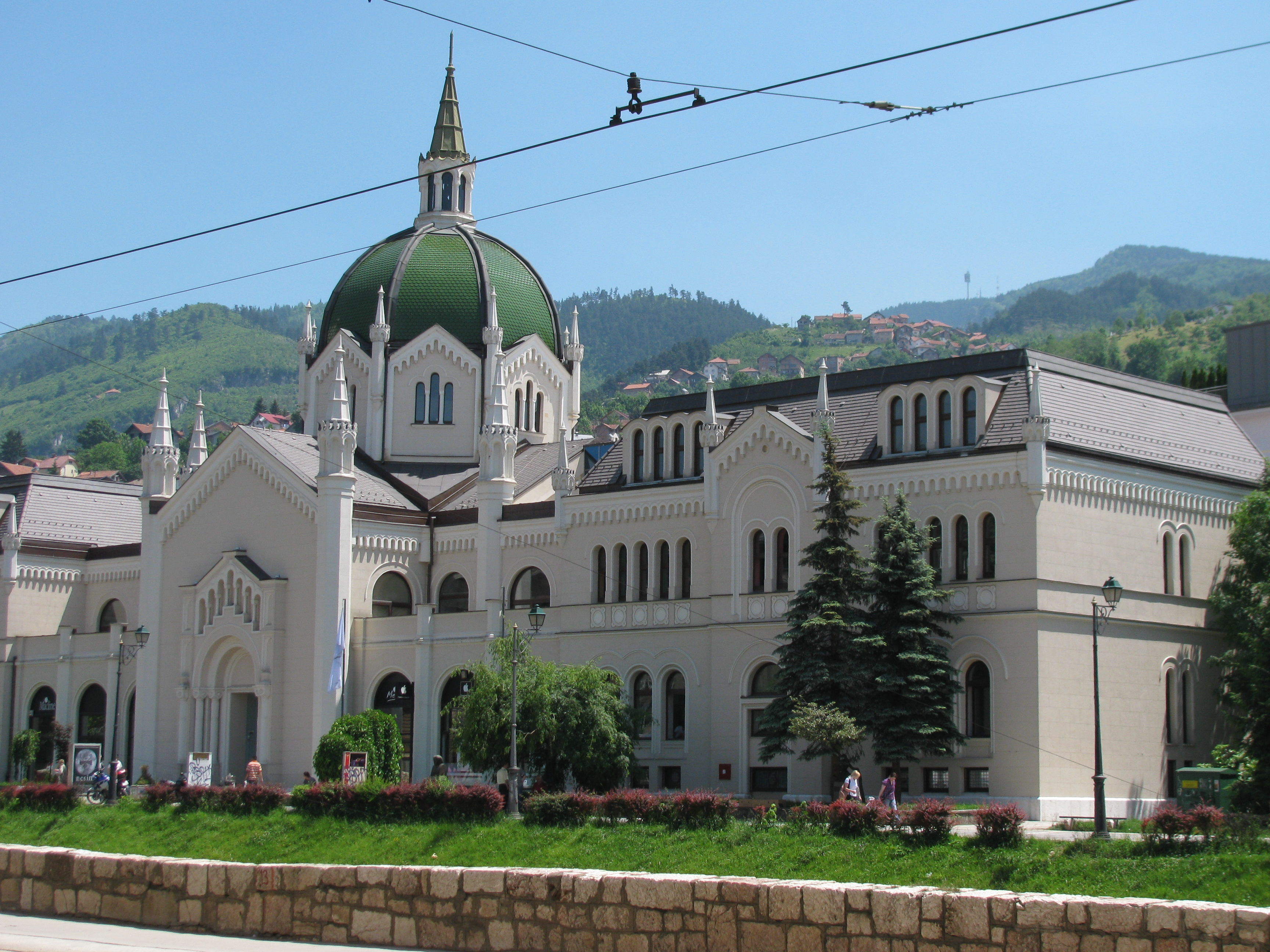
Академия изящных искусств Сараево

Академия изящных искусств Сараево (босн. Akademija likovnih umjetnosti Sarajevo) — факультет Сараевского университета, специализирующийся на изобразительном искусстве. 
Он был создан в 1972 году выдающимися профессорами, учёными и признанными деятелями искусства, получившими образование преимущественно в Белграде, Любляне и Загребе.

## История
Академия изящных искусств Сараево изначально располагалась в здании Педагогической академии. С 1981 года академия занимает здание первой и единственной евангелической церкви Боснии и Герцеговины, построенной во времена австро-венгерской оккупации. Церковь была построена в 1899 году по проекту архитектора Карло Паржика в романском стиле. В 2021 году здание было объявлено культурно-историческим памятником и включено в список охраняемых зданий Института по охране культурно-исторического и природного наследия.

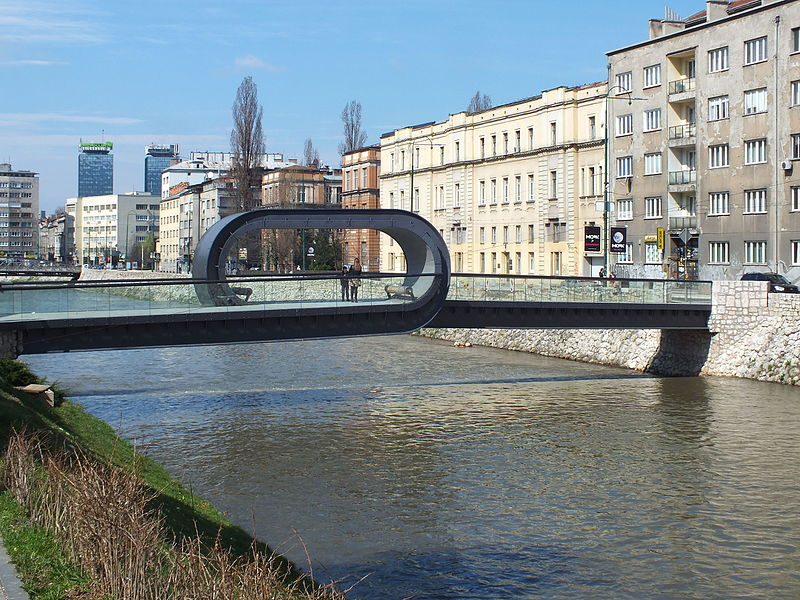
Мост «Festina lente» перед Академией изящных искусств Сараево

Перед зданием расположен пешеходный мост, соединяющий улицу Радича с академией. На мосту через реку Миляцка расположена надпись «Festina lente», что в переводе с латинского означает «торопитесь медленно». 38-метровое сооружение было построено с использованием концептуальных идей и предварительного проекта студентов второго курса специальности «промышленный дизайн» Амила Хрустича, Аднана Алагича и Бояна Канлича. Стоимость проекта составила около 2 миллионов конвертируемых марок.
В академии есть шесть отделений, которые предлагают множество курсов: кафедра художественного образования, факультет живописи, отделение скульптуры, кафедра печати, кафедра графического дизайна, отдел промышленного дизайна.
С 2006 года академия преподает по Болонской системе.
По данным на декабрь 2019 года с момента своего основания в академию поступило 2666 человек, а окончило — 1557 студентов. Магистратура, введенная в 1983 году, к концу 2019 года выпустила 237 магистров.